# Будагово (Минская область)
Будаго́во (бел. Будагова) — агрогородок в Смолевичском районе Минской области Белоруссии. Входит в состав Жодинского сельсовета. Расположен на реке Сойка в 6 км от железнодорожной станции Жодино, в 20 км от города Смолевичи, в 56 км от Минска. Население — 734 человека (2013).

## История
Известен с начала XX века. В 1909 году застенок в составе Смолевичской волости Борисовского уезда Минской губернии.
С февраля по декабрь 1918 года оккупирован войсками кайзеровской Германии, с августа 1919 до июля 1920 года — польскими войсками.
С 1919 года в составе Белорусской ССР, с 20 августа 1924 года хутор в составе Жодинского сельсовета Смолевичского района Минского округа. С 20 февраля 1938 года в составе Минской области. В 1930 году действовал колхоз имени Фрунзе.
В годы Великой Отечественной войны с конца июня 1941 до начала июля 1944 года деревня была оккупирована немецко-фашистскими войсками, почти полностью сожжена, погибло 12 жителей, также четыре жителя деревни погибли на фронте, пять — в партизанской борьбе.
С 24 декабря 1962 года в Борисовском районе, с 6 января 1965 года в Смолевичском районе.
В 1988 году работал центр экспериментального хозяйства «Будагово».
В 2008 году деревня Будагово преобразована в агрогородок.  
В 2013 работали средняя школа-сад, клуб, библиотека, магазин, фельдшерско-акушерский пункт, отделение связи.
Имеется единственное в Минской области предприятие, производящее мицелий грибов вешенка "Будагово-биотехагро".

## Население
- 1909 год — 16 человек;
- 1917 год — 14 человек;
- 1924 год — 111 человек;
- 1926 год — 88 человек;
- 1944 год — 145 человек;
- 1959 год — 223 человека;
- 1988 год — 530 человек;
- 1996 год — 740 человека;
- 2013 год — 734 человека.

## События и мерприятия
В 2016 году в Будагово прошли районные Дожинки.